# 西安美術学院
西安美術学院（せいあん/シーアン びじゅつがくいん、略称：西美）は、陝西省西安市にある美術など芸術に関する高等教育機関である。中国西北部唯一の美術専門大学で、中国の八大美術学院に数えられ、中央美術学院、中国美術学院と並び、博士号の授与権限をもつ美術学院の3拠点のひとつ。

## 沿革
- 1948年、前身となった西北軍政大学芸術学校が成立[1]。
- 1949年、西北芸術専科学校設立（現在の西安美術学院はこの時点を創設年としている）。
- 1956年、西北芸術専科学校が廃止され、美術系の学科は西安美術専科学校、音楽係は西安音楽専科学校へと分割改組。
- 1960年、西安美術学院に昇格。
- 1971年、西安美術学院と西安音楽学院（中国語版）を再び統合して、陝西省芸術学校とし、後にこれが陝西省芸術学院へ昇格。
- 1980年、陝西省芸術学院は、再び美術系の西安美術学院と、音楽系の西安音楽学院に分割改組された。
- 1982年、日本画家後藤純男が、外国人として初めての名誉教授となった[2]。
- 2007年、陝西芸術師範学校を合併。

## 設置学部など
学部ないし大学院における専攻には以下のようなものがある。
- 中国画
- 油絵
- 版画
- 彫刻
- 工芸美術学
- デザイン学
- 建築環境芸術学
- 服装学
- 美術教育学
- 映像動画学
- 芸術教育学
- 継続教育学
- 特殊教育芸術学

博士号を出せる「一級博士学科」には、美術学、デザイン芸術学、芸術評論の各学科がある。

## 盗用事件への対処
2017年、副教授だった樊雨のイラスト作品が、世界的な権威のあるレッド・ドット・デザイン賞を受賞したが、翌2018年になって受賞作がイギリス人イラストレーターの作品を盗用していたことが明らかになった。この一件を受けて西安美術学院は、樊雨を解雇した。